# Piaggio P.9
Die Piaggio P.9 war ein Reiseflugzeug des italienischen Herstellers Piaggio.

## Geschichte und Konstruktion
Die Piaggio P.9 war ein einmotoriger abgestrebter Hochdecker mit geschlossener Kabine und konventionellem Leitwerk. Das Flugzeug besaß ein nicht einziehbares Spornradfahrwerk und war von Piaggio für den zivilen Markt entworfen worden. Die ganz aus Holz gebaute Maschine flog erstmals 1929 und wurde dabei von einem 56 kW starken Blackburn-Cirrus-II-Kolbenmotor angetrieben.

## Technische Daten
| Kenngröße             | Daten                                                 |
| --------------------- | ----------------------------------------------------- |
| Besatzung             | 2                                                     |
| Länge                 | ? m                                                   |
| Spannweite            | 12,85 m                                               |
| Höhe                  | ? m                                                   |
| Flügelfläche          | ? m²                                                  |
| Leermasse             | 720 kg                                                |
| max. Startmasse       | 1587 kg                                               |
| Reisegeschwindigkeit  | 106 km/h                                              |
| Höchstgeschwindigkeit | 170 km/h                                              |
| Dienstgipfelhöhe      | ? m                                                   |
| Reichweite            | ? km                                                  |
| Triebwerke            | 1 × Blackburn-Cirrus-II-Kolbenmotor mit 56 kW (76 PS) |